# Stazione di Marcianise
Stazione di Marcianise vasútállomás Olaszországban, Marcianise településen.

## Vasútvonalak
Az állomást az alábbi vasútvonalak érintik:
- Nápoly–Foggia-vasútvonal

## Kapcsolódó állomások
A vasútállomáshoz az alábbi állomások vannak a legközelebb:
- Stazione di Recale
- Stazione di Gricignano